# Millennio
Un millènnio è un periodo temporale che equivale a 1000 anni, ovvero 10 secoli, 100 decenni o 200 lustri.
Nel calendario giuliano e nel calendario gregoriano si usa numerare i millenni rispetto alla nascita di Cristo. Poiché manca un anno zero, il I millennio d.C. inizia con l'anno 1 e si conclude con l'anno 1000, il II millennio inizia alle ore 0:00 del 1º gennaio dell'anno 1001 e si conclude alle ore 24:00 del 31 dicembre dell'anno 2000 e così via (analogamente ai secoli, che vanno dall'anno 1 al 100, dal 101 al 200 e così via).